# Балдуин V (Фландрия)
Балдуин V Благочестиви (на немски: Balduin V. von Flandern, der Fromme, Balduin von Lille; * 1012, Арас; † 1 септември 1067, Лил) от род Дом Фландрия, е от 1036 до 1067 г. 7-и граф на Фландрия и граф на Хенегау, Марка Валансиен (1036 – 1045). Той е чичо на крал Филип I от Франция и тъст на Вилхелм Завоевателя.

## Произход
Балдуин V е син на граф Балдуин IV († 1035) и Огива Люксембургска († 21 февруари 1030), която чрез баща си, граф Фридрих Люксембургски от фамилията Вигерихиди, e племенница на Кунигунда Люксембургска (съпругата на император Хайнрих II). Баба му по бащина линия Розала Италианска се омъжва след смъртта на дядо му граф Арнулф II през 988 г. за краля на Франция Роберт II Благочестиви, с когото се разделя след четири години.
След смъртта на майка му, Огива, баща му, Балдуин IV, се жени през 1031 г. за Елеанора, дъщерята на норманския херцог Рихард II, с която има една дъщеря: Юдит († 5 март 1094), която се омъжва през 1051 г. за Тостиг от Нортумбрия († 1066) и 1071 г. за херцог Велф IV от Бавария († 1101).

## Управление
По времето на управлението на граф Балдуин V териториите между реките Шелда и Дендер и Маркграфство Антверпен са обединени с Фландрия. През средата на 10 век могъществото на графовете на Фландрия отговаря на тази на един крал, което им осигурява значително влияние в политиката на Западна Европа.
Балдуин е от 1060 до 1067 г. регент на Франция за малолетния му племенник Филип I.
След престижната му сватбата през 1028 г. с Адела Френска, Балдуин V става ръководител на въстаналите фламандски барони и изгонва баща си, но е задължен да му се подчини от херцог Роберт I от Нормандия. След смъртта на баща му той става един от най-могъщите васали на Франция.
Балдуин започва война против Дитрих IV от Холандия, побеждава фризите и си запазва Зеландия. През 1045 г. Балдуин се присъединява на страната на херцог Готфрид III Брадатия от Долна Лотарингия против Хайнрих III. Заради бунта му Балдуин загубва веднага Марка Валансиен.
През 1051 г. Рихилда от Хенегау остава вдовица (съпругът ѝ е Херман фон Монси) и той я отвлича, за да я даде с нейното графство на най-големия си син Балдуин VI. Вероятно през 1052 г. той омъжва дъщеря си Матилда за Вилхелм Завоевателя, бъдещият крал на Англия.
През 1060 г. – след смъртта на брата на съпругата му Адела, зет му Анри I – Балдуин става опекун на новия крал седемгодишния Филип I и управлява сам Франция след женитбата на кралската майка Анна Киевска през 1061 г. за Рудолф IV, граф на Валоа. През 1063 г. той жени другия си син, Роберт, за Гертруда от Холандия и му дава немската част на Фландрия.
Могъщият граф на Фландрия Балдуин V умира на 1 септември 1067 в Лил на 55 години и е погребан в центъра на хора на църквата „Св. Петър“ в неговата столица Лил. Вдовицата му Адела става монахиня в манастир в Мезен, където умира през 1079 г.

## Семейство
Балдуин V се жени през 1028 г. за Адела Френска (* 1009, † 8 януари 1079), дъщеря на крал Робер II Благочестиви от Франция и Констанца Арлска. Тя е годеница от 1027 г. на херцог Рихард III от Нормандия († 1027). Балдуин V и Адела имат четири деца:
- Балдуин VI (1030, † 1070), граф на Фландрия, ∞ за Рихилда от Хенегау
- Матилда (* 1032, † 2 ноември 1083), ∞ за Вилхелм Завоевателя, 1066 г. като Вилхелм I крал на Англия
- Роберт I Фризиец (* 1035, † 12 или 13 октомври 1093), граф на Фландрия 1071 – 1093 г., ∞ за Гертруда Билунг от Холандия († 1113), дъщеря на херцог Бернхард II от Саксония и вдовица на граф Флоренс I от Западна Фризия
- Хайнрих